# Mercury-Atlas 4
A Mercury-Atlas 4 (MA-4) foi a quarta missão do Programa Mercury a utilizar o foguete Atlas LV-3B. O lançamento, ocorreu em 13 de setembro de 1961 a partir do Estação da Força Aérea de Cabo Canaveral na Flórida. A capsula Mercury dessa missão (a de numero 8A), conduzia um conjunto de instrumentos para simular um tripulante, uma espécie de astronauta robô. Essa missão efetuou uma única órbita.
A missão foi um teste em voo da rede de rastreamento e o primeiro voo orbital bem sucedido do Programa Mercury. O sistema simulador de tripulante, consistia de: um simulador de pilotagem, duas fitas de áudio, um sistema de suporte de vida, três câmeras, e instrumentos para monitorar níveis de ruído, vibração e radiação. A missão certificou: a capacidade do foguete de colocar a capsula Mercury em órbita, da capsula e seus sistemas funcionarem de forma autônoma, e produzir fotos da superfície da Terra.

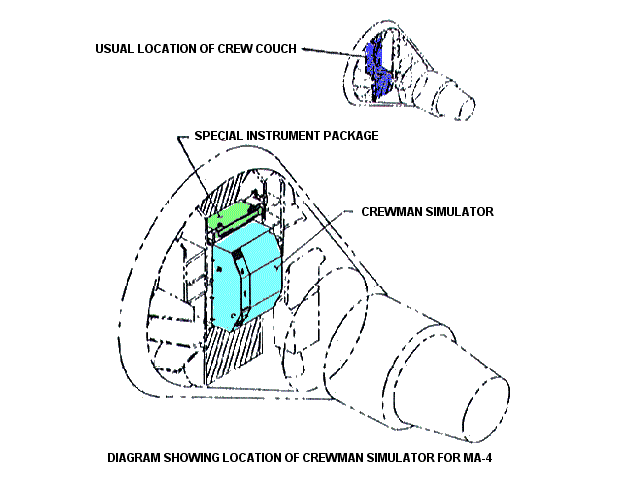
O sistema simulador de tripulação.

O voo da capsula Mercury teve a duração de 1 hora e 49 minutos, A capsula foi recuperada 22 minutos depois da amerrissagem, 283 km a Leste das ilhas
Bermudas, no Oceano Atlântico.